# 오라클 파크
오라클 파크(Oracle Park)는 미국 캘리포니아주 샌프란시스코에 있는 야구장이다.
미국 메이저 리그 내셔널 리그에 소속된 프로 야구 팀 샌프란시스코 자이언츠의 홈 구장으로 2000년 3월 31일 개장했다. 수용 인원은 4만 930명이다. 오른쪽 펜스가 높고 짧게 설계되었다. 리글리 필드와 함께 불펜이 1루와 3루 파울라인에 위치해 있어 투수들이 몸을 풀때 관중들이 하는 말이 다 들린다고 한다.
개장 당시에는 퍼시픽 벨 파크였고 2000년 4월 12일 라이벌 팀 로스앤젤레스 다저스와 역사적인 첫 개장 경기를 시작하였다. 개막전 당시 로스앤젤레스 다저스의 선발 투수이자 승리 투수는 6이닝 6피안타 3실점을 기록한 박찬호이다. 박찬호는 2001년 10월 6일 정규 시즌 마지막 경기에서는 배리 본즈에게 71호, 72호 연타석 홈런을 허용하기도 했다. 샌프란시스코 만이 바로 옆에 있어 우측 외야를 개방하여 만의 풍경이 보이고, 샌프란시스코 국제공항에서 승용차로 20분 거리에 있다. 2013 WBC 준결승과 결승전을 개최하였다. 우측 외야 관중석 뒤에 바닷가가 펼쳐져 있는데 이쪽으로 넘어가는 홈런을 스플래쉬 히트(Splash Hit)라고 한다. 스플래쉬 히트는 홈팀의 홈런, 즉 샌프란시스코 자이언츠 선수들의 홈런만을 인정하고, 원정팀 선수들의 홈런이 이곳으로 넘어가면 스플래쉬 히트로 인정하지 않는다. 스플래쉬 히트를 잡으려고 바닷가에 보트를 타고 다니는 사람들도 있다고 한다.

여담으로 많은 사람들이 이 야구장을 가장 풍경이 좋은 야구장으로 뽑는다
| 메이저 리그 베이스볼 올스타전 개최 경기장 |                  |               |
| 2006년                                    | 2007년 AT&T 파크 | 2008년        |
| PNC 파크                                  | 2007년 AT&T 파크 | 양키 스타디움 |
|                                           |                  |               |
|                                           |                  |               |

## 같이 보기
- 체이스 센터